# Estret de Dinamarca
L'estret de Dinamarca (en danès Danmarksstrædet), anomenat estret de Groenlàndia en islandès (Grænlandssund), és un estret entre Groenlàndia, al nord-oest, i Islàndia, al sud-est. L'illa noruega de Jan Mayen es troba al nord-est de l'estret.
L'estret de Dinamarca es va obrir durant el període eocè (fa 56,0–33,9 33,9 milions d'anys),donant lloc a una circulació oceànica important en les profunditats. Amb el temps, la profunditat de l'estret va augmentar, superant 600 m des del Miocè. 

## Toponímia
L'estret de Dinamarca es coneix com Danmarksstrædet en danès i Grænlandssund en islandès, que significa " estret de Groenlàndia ". En anglès s'utilitzen ambdues expressions.
El 1936, una publicació va assenyalar que el terme estret de Groenlàndia és més utilitzat pels pescadors i caçadors de foques noruecs que estret de Dinamarca ».

## Geografia

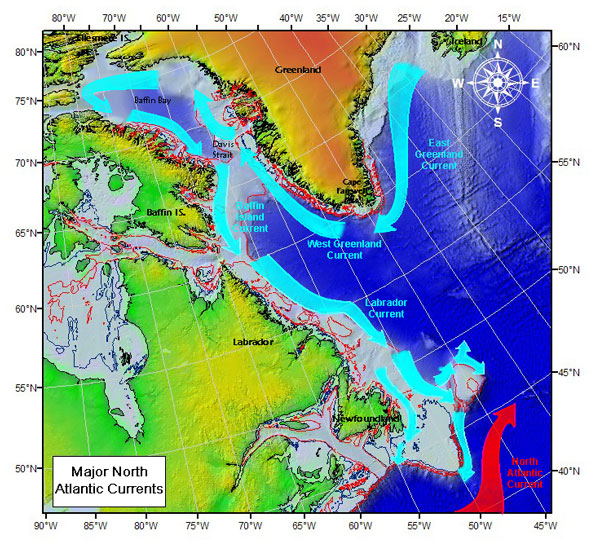
El Corrent de Groenlàndia Oriental (a dalt a la dreta de la imatge) travessa l'estret de Dinamarca, portant aigües fredes de l'oceà Àrtic.

L'estret connecta el mar de Groenlàndia, una secció de l'oceà Àrtic, amb el mar d'Irminger, una secció l'oceà Atlàntic. S'estén durant 480 quilòmetres de llargada i 290 d'amplada entre Straumnes, el cap nord-oest de la península de Westfjords, a Hornstrandir, i el cap Tupinier a la costa de Blosseville, a l'est de Groenlàndia. La seva profunditat és de mitjana de 600 metres. Està vorejat per una gran plataforma continental que s'estén a més d'un centenar de quilòmetres des de la costa de Groenlàndia; a la banda islandesa, la plataforma continental s'atura només a vint quilòmetres de la costa.
L'estret de Dinamarca es va obrir durant l'eocè (fa 56,0 a 33,9 milions d'anys), cosa que va provocar una important circulació oceànica en aigües profundes. Amb el pas del temps, la profunditat de l'estret va augmentar, superant els 600 metres durant el Miocè.
A través de l'estret hi circula el corrent marí de Groenlàndia oriental, que transporta els icebergs àrtics cap al sud, fins a l'Atlàntic.
La cascada submarina més gran del món, coneguda com la cascada de l'estret de Dinamarca, discorre pel costat occidental de l'estret de Dinamarca.

### Corrents marins

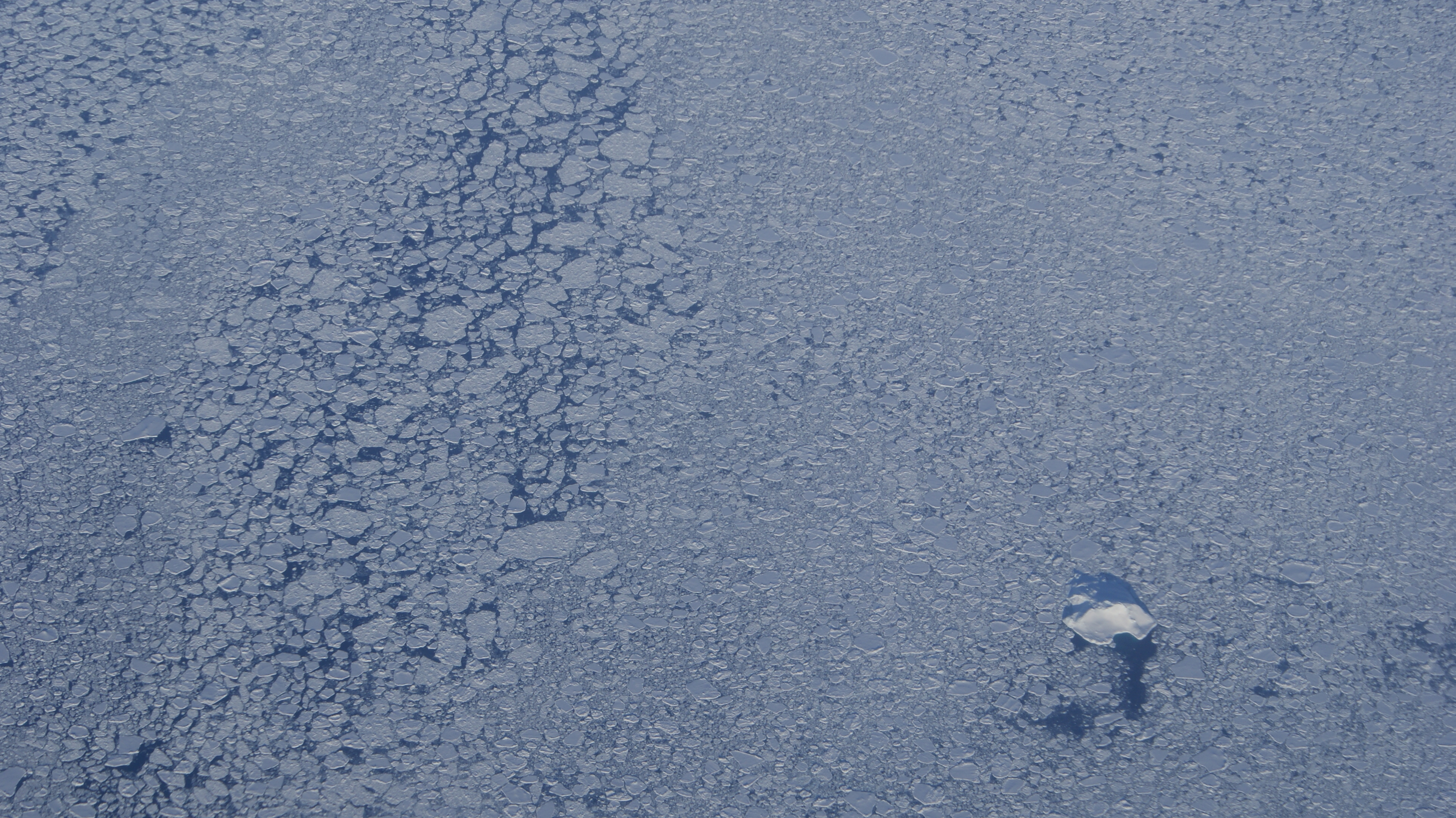
El Gel a la deriva a l'estret de Dinamarca representa un obstacle perquè els vaixells puguin travessar. Foto mara febrer de 2010.

El Corrent de Groenlàndia Oriental passa per l'estret,portant les aigües fredes de l'oceà Àrtic cap al sud. Aquest corrent porta gela l'hivern, formant gel a la deriva sovint molt dens al llarg de la costa de Groenlàndia. A l'estiu, l'estret és generalment lliure de gel, tot i que el corrent de Groenlàndia oriental transporta milers d'icebergs durant tot l'any. L'estret constitueix per tant una barrera d'entrada a l'oceà Atlàntic per als vaixells. Un corrent més feble i càlid, el corrent d'Irminger, travessa l'estret de nord a sud, prop d'Islàndia.

### Fauna i flora
A l'estret hi viuen diverses espècies de peixos, com ara el bacallà, l'halibut, l'Eglefí, el salmó i les gambes. També hi ha balenes i foques. L'estret va tenir un paper important en els moviments migratoris de la fauna marina de l'Atlàntic a l'Àrtic durant l'Eocè.

## Història

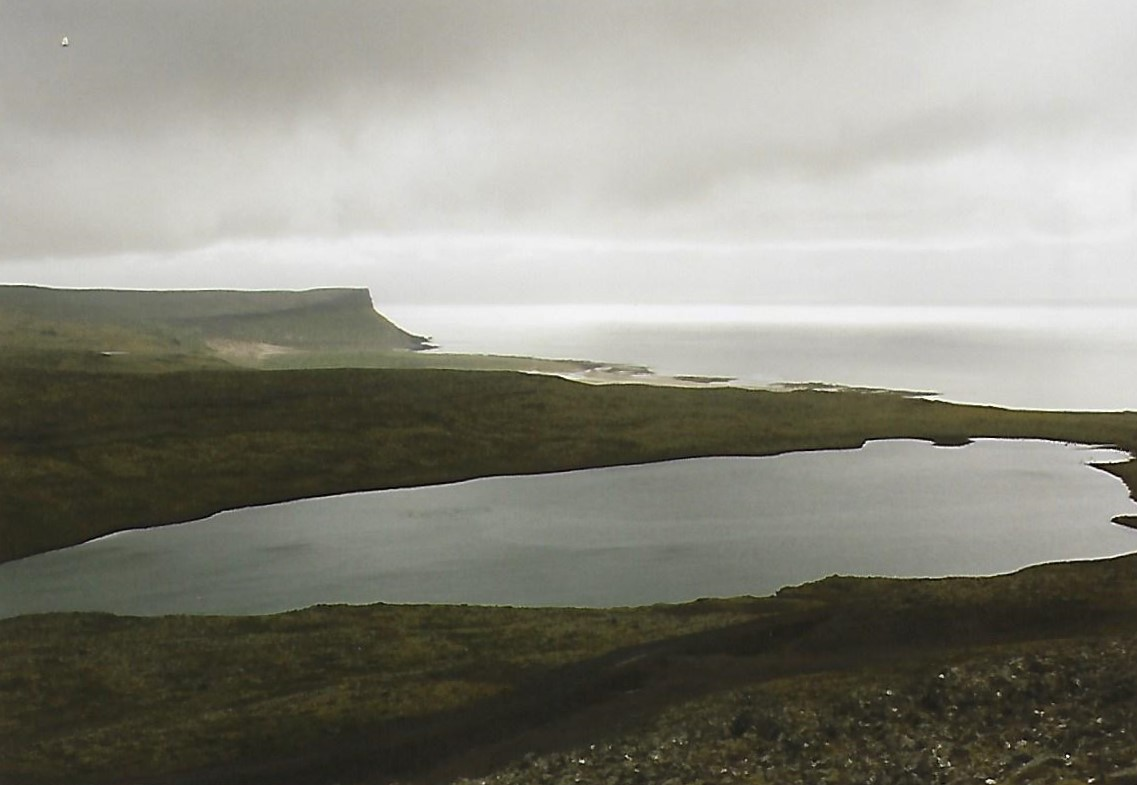
L'estret de Dinamarca al fons des de la ciutat islandesa de Breiðavík (regió de Vestfirðir).

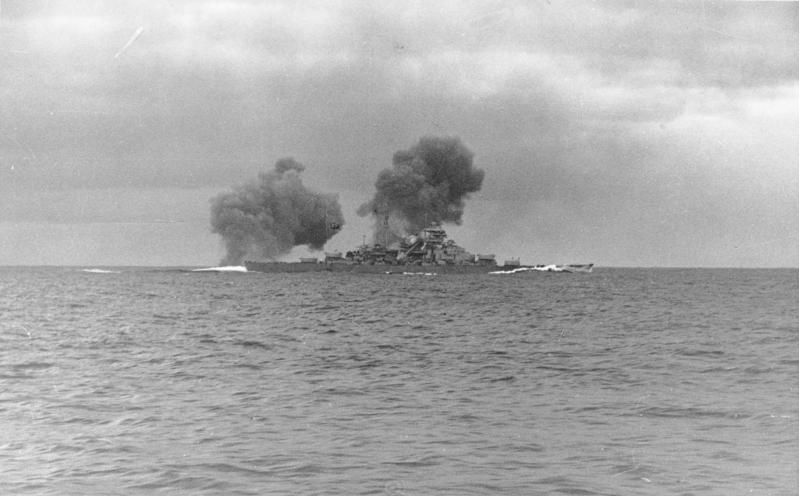
El cuirassat alemany Bismarck dispara contra el HMS Prince of Wales durant la batalla de l'estret de Dinamarca.

Les costes de Groenlàndia que voregen l'estret estan molt poc habitades a causa de les dures condicions climàtiques; al contrari, les costes islandeses es beneficien d’un clima menys fred i de menys gel marí, cosa que ha permès l'establiment de comunitats humanes que viuen en particular de la pesca.
Els vikings foren els primers a travessar l'estret, durant l'expedició d'Erik el Roig que el 986 partí d'Islàndia. Tot i les habilitats vikings a l'hora de navegar la travessia va resultar molt dura i onze dels vint-i-cinc vaixells es van enfonsar a causa de les mal temps. Els vaixells que es van utilitzar, segons Graeme Davis, difícilment adequats per a aquest viatge. Erik el Roig continuà el seu viatge i arribà a la costa oest de Groenlàndia.
El 24 de maig de 1941, durant la Segona Guerra Mundial, hi tingué lloc la batalla de l'estret de Dinamarca, on es van enfrontar vaixells britànics i alemanys. El cuirassat alemany Bismarck va enfonsar el creuer de guerra  britànic HMS Hood, que va explotar amb la pèrdua de tots els 1.418 tripulants, excepte tres d'ells. L'HMS Prince of Wales va resultar greument danyat en el la batalla. El Bismarck va entrar a l'Atlàntic a través de l'estret, però els danys soferts durant la batalla —combinats amb missions de cerca i destrucció d'avions britànics— van fer que s'enfonsés tres dies després.